# Fumi Nikaidō
Fumi Nikaidō (二階堂 ふみ Nikaidō Fumi?,  Naha, Prefectura de Okinawa, 21 de septiembre de 1994) es una actriz y modelo japonesa, afiliada a Sony Music Artists.

## Biografía
Nikaidō nació el 21 de septiembre de 1994 en la ciudad de Naha, Okinawa. Comenzó su carrera modelando en su ciudad natal, antes de realizar su debut cinematográfico en la película de 2009, Toad's Oil, dirigida por Kōji Yakusho. En 2011, recibió el Premio Marcello Mastroianni en la categoría de "Mejor actriz juvenil nueva" en el Festival de Cine de Venecia por su papel en Himizu, filme coprotagonizado con Shōta Sometani, quien también ganó el mismo premio en la categoría masculina. En 2014, apareció en la revista Variety y asistió el Festival de Cine Asiático de Nueva York, donde fue premiada con el premio a "estrella international naciente".

## Filmografía

### Películas
- Sorasoi (2009)
- Toad's Oil (2009)
- Ringing in Their Ears (2011) - Michico Narita
- Yubiwa o Hametai (2011) - Emi
- Himizu (2011) - Keiko Chazawa
- The Warped Forest (2011)
- Osama to Boku (2012) - Kie
- Lesson of the Evil (2012) - Reika Katagiri
- Brain Man (2013) - Noriko Midorikawa
- Jigoku de naze warui (2013) - Michico
- Mourning Recipe (2013) - Imo
- Watashi no Otoko (2014) - Hana Kusarino
- Kawaki (2014)
- Au revoir l' ete (2014) - Noriko
- Hibi Rock (2014) - Saki Utagawa
- Jinuyo Saraba: Kamuroba Mura e (2015)
- Misono Universe (2015)
- This Nation's Sky (2015) - Satoko
- Bitter Honey (2016) - Akago
- Ōkami Shōjo to Kuro Ōji (2016) - Erika Shinohara
- Kako: My Sullen Past (2016) - Kako
- Nanimono (2016) - Rika
- Scoop! (2016) - Nobi Namekawa
- Inuyashiki (2018) - Shion Watanabe[5]
- River's Edge (2018) - Haruna Wakakusa[6]
- Dai kaijū no ato shimatsu (2022) - Sayoko

### Televisión
- Atami no Sousakan (TV Asahi/2010) - Remi Amari
- The Tempest (NHK/2011) - Omoedo
- Future Diary (Fuji Television/2012) - Megumi Fuwa
- Taira no Kiyomori (NHK/2012) - Taira no Tokuko
- Woman (NTV/2013) - Shiori Uesugi
- Gunshi Kanbei (NHK/2014) - Lady Chacha
- Henshin (WOWOW/2014) - Megumi Hamura
- A Far Promise ~ The Children Who Became Stars (TBS/2014)
- Mondai no Aru Restaurant (Fuji Television/2015) - Yumi Nitta
- Soshite, dare mo inakunatta (NTV/2016) - Sanae Kuramoto
- Teacher Gappa (NTV/2016) - Aiko Muramoto
- Shiawase no Kioku (TBS-MBS/2017) - Fuyuka Tsushima
- Sumu Sumu (NTV-Hulu/2017) - Fumi Nikaido
- Frankenstein's Love (NTV/2017) - Tsugumi Tsuguru
- Segodon (NHK/2018) - Aikana

## Premios y distinciones
Festival Internacional de Cine de Venecia
| Año  | Categoría                                                        | Trabajo nominado | Resultado |
| ---- | ---------------------------------------------------------------- | ---------------- | --------- |
| 2011 | Premio Marcello Mastroianni a la mejor actor o actriz revelación | Himizu           | Ganadora  |